# Frankfort, Kentucky
Frankfort este o municipalitate, un oraș, sediul comitatului Franklin, respectiv capitala statului Kentucky din Statele Unite ale Americii.